# هنری آدامز (فوتبال آمریکایی)
هنری آدامز (انگلیسی: Henry Adams؛ ۲۴ دسامبر ۱۹۱۵ – ۲۸ اکتبر ۲۰۰۵) یک بازیکن فوتبال گریدیرون اهل ایالات متحده آمریکا بود.
او یک فصل در تیم آریزونا کاردینالز در لیگ ملی فوتبال (آمریکا) بازی کرده است. او همچنین در فوتبال کالجی در دانشگاه پیتسبرگ بازی کرده است.